# Nativité (Paolo Uccello)
 (janvier 2015).
La Nativité est un vitrail dont le carton fut dessiné par Paolo Uccello et qui fut réalisé par Angelo Lippi en 1443. Il est situé sur l'une des ouvertures circulaires du tambour du dôme de la cathédrale Santa Maria del Fiore de Florence.

## Histoire
Ce vitrail fait partie d'une commande globale passée par le chantier de l'Œuvre du Duomo de trois vitraux comprenant également une Naissance du Christ et une Résurrection.

## Description
Le thème de l'iconographie chrétienne invoqué est celui de la Nativité du Christ.